# La Plume magique de Gwendy
La Plume magique de Gwendy (titre original : Gwendy's Magic Feather) est un roman écrit par Richard Chizmar, publié pour la première fois en 2019 aux éditions Cemetery Dance Publications, puis traduit en français et édité directement au format poche par les éditions Le Livre de poche en 2021.
La version française reprend les illustrations de Keith Minnion incluses dans la version de Cemetery Dance.
Stephen King et Richard Chizmar écrivent une suite intitulée La Dernière Mission de Gwendy, parue en 2022.

## Résumé
Le 16 décembre 1999, Gwendy Peterson, trente-sept ans, élue à la Chambre des représentants des États-Unis depuis presque un an, voit réapparaître dans sa vie la boîte à boutons qui ne l'avait pas quittée pendant dix années, à partir de ses douze ans. Autant la première fois, elle lui avait été donnée par un homme d'une trentaine d'années du nom de Richard Farris, qui lui en avait vaguement expliqué l'usage, autant cette fois-ci, la boîte apparaît mystérieusement dans son bureau à la chambre, à Washington. Perturbée par ce retour inattendu et inexpliqué, Gwendy traverse la fin de la journée de jeudi ainsi que celle de vendredi dans un état proche du somnambulisme, ses pensées ne cessant de revenir sur la boîte à boutons. Heureusement, la trêve parlementaire de trois semaines commence dès le samedi, jour où elle se rend à Castle Rock pour passer des vacances de Noël bien méritées dans la maison de ses parents, siège de toute son enfance.
À Castle Rock, Gwendy retrouve ses parents ; sa mère finit de se remettre d'une chimiothérapie et Gwendy la trouve plutôt en forme. Elle apprend que deux jeunes adolescentes sont recherchées depuis quelques jours. Le shérif Norris Ridgewick craint un enlèvement et ne pense pas pouvoir les retrouver vivantes. Après plusieurs jours de tentation et de retenue, Gwendy cède à l'envie d'ouvrir la boîte à boutons afin de déguster un des délicieux animaux en chocolat que cette dernière dévoile toujours. Comme lors de son enfance, ce chocolat lui donne une énergie nouvelle et l'apaise autant physiquement que psychologiquement. Elle apprend un peu plus tard que le sweat-shirt rose que portait une des deux filles disparues a été retrouvé dans un pré à l'extérieur de la ville par un des adjoints du shérif. Une battue est organisée, à laquelle participent une grande partie des habitants de Castle Rock. Gwendy y fait la connaissance de Charlie Brown, un homme d'une cinquantaine d'années, et de son fils Lucas, âgé d'une vingtaine d'années. Le lendemain, le shérif lui annonce que trois dents ont été trouvées dans une des poches du sweat-shirt rose.
Le jour de Noël, Gwendy reçoit de ses parents un cadeau qui la surprend et lui fait très plaisir : une plume blanche, qu'elle considérait comme magique quand elle l'avait achetée alors qu'elle avait dix ans, puis oubliée une fois l'adolescence arrivée et que ses parents viennent de retrouver au fond d'un tiroir.
Le lendemain de Noël, au soir, la mère de Gwendy a soudain des nausées puis de vives douleurs, vomissant ensuite du sang. Elle est immédiatement conduite à l'hôpital où son oncologue dévoile à son mari et à Gwendy venus l'accompagner qu'il vient de recevoir les résultats de sa dernière analyse sanguine et qu'ils ne sont pas bons, le cancer semblant être de retour.
Le 27 décembre, au matin, Gwendy retourne dans la maison de ses parents pour récupérer des vêtements et des affaires de toilette pour sa mère. Elle en profite pour prendre la plume blanche ainsi qu'un chocolat dans la boîte à boutons, qu'elle donne ensuite à sa mère une fois de retour à l'hôpital. Le soir, elle apprend du shérif qu'une troisième fille a disparu.
Le lendemain, Gwendy retourne à l'hôpital et a l'immense surprise de trouver sa mère et son père en pleurs, mais de joie. De nouvelles analyses sanguines viennent de révéler des résultats à l'opposé des précédents, laissant penser que ce premier prélèvement a été mal réalisé ou qu'une erreur a eu lieu, même si Gwendy pense en son for intérieur que le chocolat qu'elle a donné à sa mère y est pour quelque chose.
Le dernier jour de l'année, le shérif appelle Gwendy pour lui dire qu'il vient de recevoir par courrier une grande enveloppe contenant le bonnet que portait la dernière jeune fille disparue ainsi que trois dents. Le soir, pour fêter la nouvelle année, un grand rassemblement de la population de Castle Rock a lieu sur la place centrale. En touchant la joue du mari d'une de ses anciennes camarades de lycée, Gwendy a une vision de certains moments de sa vie, notamment le fait qu'il trompe sa femme avec sa coiffeuse. Elle touche ensuite une autre personne pour vérifier mais rien ne se produit. Un peu plus tard, elle heurte Lucas Brown et fait tomber un gant. Ce dernier le ramasse et lui tend, leurs doigts se touchant au moment où Gwendy le récupère. Elle a de nouveau un flash, voyant cette fois le jeune homme extraire des dents de la dernière jeune fille disparue. Elle prévient dans la foulée le shérif qui passe la nuit à se renseigner sur Lucas Brown : étudiant en faculté dentaire, il en a été exclu pour des affaires de harcèlement sexuel. Un mandat est délivré au matin du premier janvier et les forces de l'ordre partent arrêter le jeune homme. Une fouille de la maison dans laquelle il vit avec son père permet la découverte d'un grand nombre de dents. Dans le chalet de son père, la dernière jeune fille disparue est découverte enfermée dans le sous-sol. Le jardin est retourné et les restes des deux jeunes filles mortes sont mis au jour.
Le lendemain, Gwendy est conviée à reprendre son travail le jour suivant pour une session extraordinaire de la chambre des représentants. Dans le terminal de l'aéroport où elle doit prendre son avion, elle rencontre Richard Farris qui récupère la boîte à boutons.